# Albano Laziale
Albano Laziale (Albanum v latinščini, Arbanassi v rimskem dialektu) je mesto in občina v pokrajini Roma italijanske dežele Lacij. Prav tako je predmestje Rima, od katerega je oddaljena 25 km. Včasih je preprosto znano kot Albano.
Je predmestje Rima in obkrožajo jo druge predmestne občine Castel Gandolfo, Rocca di Papa, Ariccia in Ardea.
Februarja 2010 je na 23,80 km² živelo 40.112 prebivalcev.
Albano je ena od najpomembnejših občin Castelli Romani. Od 5. st. je tudi suburbana škofija, zgodovinska kneževina družine Savelli in med letoma 1699 - 1798 je z njim razpolagal Sveti sedež. Zdaj je med drugim sedež pretorskega okrožnega sodišča Velletri. V ozemlje Albano je delno vključen Parco Regionale dei Castelli Romani.

## Geografija
Ozemlje Albano Laziale obsega 23,80 km2 in je ena od največjih od Colli Albani.
Najvišji vrh v mestu je Colle dei Cappuccini, ki se nahaja na 615 m nadmorske višine. Iz hriba, ki je pokrit z borovim gozdom tik ob kapucinskem samostanu, je izjemen razgled jezero Albano, območje Agro Romano in Monte Cavo. Zgodovinsko središče Albana leži  med katedralo San Pancrazio (384 m nadmorske višine) in cerkvijo sv. Pavla (431 m nm).Vas Cecchina ob železniški postaji se nahaja na 212 m nadmorske višine. 
Glavna hidrografska značilnost je jezero Albano, čigar polno ime je pravzaprav jezero Albano in Castel Gandolfo, saj je večina obale jezera pomembna za mesto Castel Gandolfo, preostanek pa je na ozemlju Albanense. Pojezerje sodi v pokrajino Rim. Nekateri manjši vodotoki, pogosto suha, so:
- Potok Santa Palomba, izvira v hribih na območju Colli Albani starega mestnega jedra in teče proti zahodu do mesta Santa Palomba, v občini Rim in Pomezia.
- Potok Chancellor, izvira v kanclerskem letovišču v Ariccia, na višini približno 118 metrov in jugo-jugozahodno do Tirenskega morja.
- Potok Valle Caia, izvira iz Quarto Negroni, ki meji z občino Ariccia in teče do Tirenskega morja na zahodu.
- Potok Montagnano je odtočna voda potokov, ki se zbirajo v lokalnih hribih, med mesti Albano, Ariccia in Ardea in teče na zahod v Tirensko morje.

### Klima
Področje sodi v zmerno sredozemsko podnebje z blagimi zimami, ko so temperature višje od tistih, jeseni in spomladi. Na področju Colli Albani, tako tudi v Albanu vlada fenomen imenovan TSUE, kar pomeni zmanjšanje vodnih hlapov v oblakih kot dviga pri tleh. Torej bo več padavin ob vznožju hribov. Albano, ki leži na poti padavin iz Tirenskega morja, je precej deževen s 900-1000 mm letnih padavin. Vetrovi pihajo predvsem na jugu in zahodu, redkeje s severa in vzhoda. Poletje je vroče in suho, z blagimi in deževnimi zimami in precej redko s snegom. .

### Demografija
Albano Laziale je dvanajsta najbolj naseljena občina v pokrajini Rim in druga v Castelli Romani.
Prebivalstvo:
| Leto        | 1881  | 1901  | 1921   | 1936   | 1951   | 1971   | 1991   | 2001   |
| Prebivalcev | 6.770 | 8.296 | 10.269 | 11.469 | 14.775 | 24.428 | 31.399 | 33.692 |

Vir: ISTAT

## Družbena geografija

### Urbanizacija
Moderno mesto Albano je nastalo na ruševinah Castra Albana v veliko urbano tkivo. V starem mestnem jedru je še vedno pravokotnost ulic značilna za topografijo rimskega Castra.
V mnogih primerih so sodobne stavbe zgrajene na rimskih ruševinah, primer je Porta Pretoria, ki so jo odkrili šele po bombardiranju 1. februar 1944, in v celoti vključuje stanovanje. V albanskem podzemlju, kleteh in jamah, arheologi še naprej odkrivajo osupljive najdbe. Arheolog Giuseppe Lugli je certificiral desetine teh primerov, vključno z odkritjem podzemnih prostorov v svetišču Santa Maria della Rotonda, medtem ko so v novejših odkritjih našli okostja v kleti Palazzo Pamphili v Borgo San Paolo. 
V 17. stoletju je družina Savelli prispevala pomembna dela, ki so spremenila podobo Albana: Borgo San Rocco, Piazza Pia, cerkev Zvezda Marije in svetega Bonaventure. Nazadnje je leta 1780, papež Pij VI. naročil popravek Vie Appie na odseku med Rimom in Terracinom tako, da je šla skozi središče Albana. Med pontifikatom papeža Gregorja XVI. in papeža Pija XI. je bil zgrajen most v Ariccii, kar je izboljšalo pretok na tej arteriji. Narejeni so bili še številni drugi posegi: leta 1908 so bila porušena Porta Romana iz 18. stoletja s sosednjo cerkvijo San Rocco, da so omogočili prehod tramvaja in po drugi svetovni vojni so začeli urejati Piazza Giuseppe Mazzini na ruševinah bombardirane stavbe v Villa Doria Pamphili. Na koncu 19. stoletja in prvih desetletjih dvajsetega stoletja so bile zgrajena stanovanja: Ferrajoli Villa, Villa Venosa, Villa Ada ter številne hiše večinoma posameznikov, ki mejijo na Ariccia. 
Širitev v 20. stoletju je bila izvedena proti Selvotti in proti robu Parco Chigi v Ariccii, ki ustvarja na tem področju nekoč z gozdom poraslo okrožje Vila Ferrajoli in ob cestah, ki vodijo do Pavona, Cecchina, Vallericcia in Castel Savelli, kjer so območja nekoč uporabljali za sadovnjake in vinograde, so zgradili okrožja Miramare in Olivella. 

### Zgodovinsko okrožje
Zgodovinsko,staro mesto Albano in njegove zadnje spremebne obsegajo okrožja:
•	Cellomaio
•	Borgo San Rocco
•	Borgo San Paolo
•	Borgo Garibaldi
•	Quarter Villa Ferrajoli
•	Miramar neighbourhood

## Etimologija
Ime Albano je še vedno vir razprav. V rimskih časih se je ozemlje Lacija imenovalo Albanum: Albanum (Pompeians Domitiani, itd.). Posest bogatih Rimljanov na Colli Albani (Ager Albanus) in Castra Albana je ime kampa, ki ga je zgradil Septimij Sever, brez področja Albanum, prej v lasti Domicijana, za namestitev Legio II Parthica. To ime mesta velja za hipotezo da gre za najbolj zanesljiv koren v indoevropskem *alb / *alp kaže na visoko mesto; Mons Albanus (zdaj Monte Cavo), v tem primeru, je bilo središče čaščenja in skupni pašnik (compascuo). Druge predpostavke so v latinščini ime za kraj - pridevnik Albus ("belo") ali grško αλαβα ("pepel"). Etimološki predlog je Albanum / Castra Albana je enaka kot se predlaga za Alba Longa, katerega lokacija ni zagotovo znana, ampak postavljena v srednjeveško tradicijo osrednjih urbanih območjih sodobnega Albano Laziale. Drugi del imena Lacij, je bil uporabljen leta 1873 za razlikovanje od mesta Albano Sant'Alessandro (Bergamo), Albano Vercellese (provinca Vercelli) in Albano di Lucaniji (pokrajini Potenza).

## Zgodovina

### 3000 pr. n. št. – 476 n. št.
Prvi zabeleženi dokazi poselitve v mestu Albano Laziale datirajo iz začetka prvega tisočletja pred našim štetjem z ostanki naselbin Tor Paluzzi, Castel Savelli in Colle dei Cappuccini.  Prisotnost ljudi v teh krajih je ohranjena tudi v poznejših časih, medtem ko se iz Laziale IIB obdobja (830 pr.n.št. - 730 pr.n.št.) začnejo pojavljati zaradi sledov na legendarnih temeljih Latinskega mesta Alba Longa.  Večina sodobnih zgodovinarjev je nagnjena postaviti mesto Alba Longa med mesta Marino, Rocca di Papa in Ariccia na vzhodni strani jezera Albano, kar je v nasprotju s sedanjim mestom Albano
Albano se nahaja na območju, kjer je, po legendi, Enejev sin Ascanius, ustanovil Alba Longa. Danes grb Albano še nosi belega (Latinsko Alba) merjasca. Alba Longa je bilo eno od glavnih mest Latinov in ponovno po legendi, rojstni kraj Romulusa in Rema, mitoloških ustanoviteljev Rima. Albanenci so bili podvrženi bogatim Aricijcem, ki so zgradili več primestnih vil za vodilne zastopnike rimskega plemstva. Pompej je imel vilo Albanum Pompeji, katerega ruševine so našli v notranjosti Villa Doria Pamphili. Vilo, ki je pripadala Seneci, bi prepoznali v ruševinah na južnem grebenu jezera Albano, ki mejijo na mesto Ariccia. Vse te rezidence, do bile v času cesarja Domicijana združene v en sam sklad, ki je bil v lasti Albanum Cesarisom, v okviru katerega so zrastle cesarske rezidence, z ruševin večinoma narejene Villa Barberini v Castel Gandolfo.  Cesar Septimij Sever je okoli leta 202  namestil v mestu v starem mestnem jedru Legio II Parthica. Tako se je rodila Castra Albana, ki je bilo ogromno taborišče, ki je ostalo v uporabi do konca 3. stoletja. Albano se je razvil iz tega naselja, kot je razvidno iz glavnih ulic, ki še vedno sledijo starodavnim Decumanus in Cardo. Ostanki velikih kopeli, zgrajenih za Septimijevega sina Karakala, so še vedno vidne. 

### Srednji vek (476–1699)
Leta 326 je cesar Konstantin I., v skladu z ustaljeno tradicijo, odredil ustanovitev katedrale posvečene sv. Janezu Krstniku. Po virih, je Konstantin podaril novoustanovljeni katedrali razne svete posode in več posestev in sredstev v Ager Albanus. V gotski vojni se je Albano zmanjšal iz municipija na oppidulum, majhno utrjeno mesto. 
Leta 964 je cesar Oton I. umestil v Albano Virginia Savellija, njegovega kapetana v Rimu. Papež Pashal II. se je leta 1118 zatekel v Albano, ki je bil zaseden od upornikov Rima in ugotovil, da so Albanenci za zvestobo dobili večno oprostitev davkov mletja pšenice. V času razkola protipapeža Anakleta s papežem Inocencem II. leta 1137 je protipapež korakal na Lazio Albano in druge lokacijah, da bi razširil svojo domeno, vendar je ta ozemlja prevzel Inocenc II. V letu 1142 so  Albano napadli Saraceni. Po bitki pri Monte Porzio leta 1168, so Rimljani mislili maščevati Albano, ki jih je vodil cesar Friderik I. Barbarossa in tako je bilo mesto oropano in porušeno. Glede na stanje zapuščenosti, je dal papež Inocenc III. samostan sv. Pavla izven obzidja palacija in mu dodal še cerkev Santa Maria Minor in sv. Miklavž in njihove odvisnosti. Leta 1436 ga je porušil, skupaj z Castel Savelli, kardinal Giovanni Maria Vitelleschi, po ukazu papeža Evgenija IV. Leta 1697 postane Albano pod neposrednim nadzorom Svetega sedeža. 

### 1699 – 1798
Papež Pij VI. je leta 1780 začel rekonstruirati cesto Via Appia, da bi dosegel hitro povezavo med Rimom in Terracinom, kjer so izvajali intenzivna dela na regeneraciji Pontskih barij. Prva nova "državna cesta" je sledila Via Appia Antica, zavila s poti po grebenu starodavne Vallericcia da bi dosegla Genzano ter nato dosegla Ariccia. Most v Ariccii je bil zgrajen pod pontifikatom papeža Gregorja XVI. in Pija IX. (1839-1849). Otvoritev nove poti Via Appia je koristila tudi Albanu. V času prve francoske okupacije in dogodkov, vezanih na francosko revolucijo v papeški državi, je bil 18. februarja 1798 Albano, skupaj z Frascatijem, Velletrijem in kasneje Marino, razglašen za "sestrsko republiko" nastajajoče rimske republike. Po vstaji Albanencev proti Francozom, so Albano zasedle in izropale čete Murata. Naslednje leto se v Albano namesti Fra Diavolo, poveljnik neapeljske vojske.

### Sedanjost (1798–1944)
Z Motu Proprio, je papež Pij VI. 6 julija 1816, pri obnovi sedeža vlade, vzel Albano nazaj v papeško državo. 
Leta 1870 je Albano postal del Kraljevine Italije. Postal je sedež okrajnega sodišča, z združitvijo pisarne Marino. 1. februar 1944 je bilo vsled bombardiranja zaveznikov močno prizadeto zgodovinsko mestno jedro, med cilji so bili samostan ubogih Klaris na Piazza Pia in strukture Porta Pretoria Castra Albana. Takoj po drugi svetovni vojni je bilo mesto ponovno poškodovano, kar je povzročila diktatura in bombe. 
Kulturno in trgovsko življenje je postalo bolj intenzivno. Leta 1961 sta bili ustanovljeni dve glavni srednji šoli, ki imata še vedno svoj sedež v mestu: državna visoka šola ljudska gimnazija Ugo Foscolo in Institute Nicola Garrone. 21. septembra 2008 je papež Benedikt XVI. obiskal Albano, začenši s Papeško vilo Castel Gandolfo in katedralo sv. Pankracija po nedavni restavraciji leta 2008.

## Znamenitosti

### Religiozne zgradbe
- Katedrala Sv. Pankracija; velika katedrala, posvečena sv. Pankraciju, zgrajena 1721
- Cerkev sv. Petra apostola.
- Cerkev sv. Pavla, zgrajena 1282; tu se hranijo kosti  sv. Gašperja del Bufalo.
- Cerkev Marije Zvezde in katakombe. V notranosti je grobnica Marije Terezije, kraljica dveh Sicilij. Pod cerkvijo so katakombe svetega Senatoreja, državljana Albana, 3. stoletje, s freskami iz 5. / 9. stoletja
- Cerkev in samostan Santa Maria della Stella
- Cerkev in samostan  Sv. Bonaventure.
- Svetišče Santa Maria della Rotonda, ki temelji na Panteonu in so ga zgradili na ruševinah Domicijanone vile. Zvoniki so zelo podobni tistim v rimskih srednjeveških cerkvah..
- Cerkev Sv. Filipa Nerija

### Profana arhitektura
- Porta Praetoria (vrata Pretorijske straže, najpomembnejši in impresiven dokaz o taboru legije Legio II Parthica, znana kot Castra Albana.
- Palača Savelli, ki jo je družina Savelli zgradila v 13. stoletju, začela kot utrdba. Originalna funkcija je razvidna iz kvadratnih stolpov, vidnih na palači Giacomo Matteotti. Palača je, po pridobitvi Albana s strani apostolske zbornice leta 1697, postala sedež papeževe vlade in je gostila različne osebnosti. Na glavni verandi je z brvjo povezana s Senatno palačo, sedaj sedež nekaterih občinskih uradov na Via Cavour. Danes mestna hiša.
- Palača Lercaro ali škofova palača, zgrajena leta 1727; gradnjo je naročil kardinal Nicolò Maria Lercaro za sprejem papeža Benedikta XIII., odobril jo je Episcopis Albanensibus ac Ecclesiae (vodja cerkve in škofov Albana). Omembe vreden je portal vhoda v dvorano in notranjost kapele. Danes je v njem sedež škofovega urada in odvetnikov.

- Palača Campano, ki jo je zgradil leta 1465 škof in učenjak Giannantonio Campano (1429-1477), je bila ena prvih palač, zgrajenih v Albanu. Trenutno Nazareth College,
- Palača Rospigliosi, zgradila jo je leta 1667 družina Rospigliosi, zdaj sedež Kongregacije svetega Jožefa Institute Leonardo Murialdo. Ima lep vrt.
- Palača Pamphilj ali Palazzo del Collegio Nazareno; zgradil jo je leta 1655 kardinal Vincenzo Maculan, kasneje kupil Camillo Francesco Maria Pamphili. V letu 1764 jo je pridobil Nazarenski kolidž iz Rima.
- Palača Paolucci, zgradil jo je v 17. stoletju kardinal Fabrizio Paolucci, stoji na Via Cairoli, v bližini Piazza Pia.
- Palača Poniatowskj, zgradil jo je v 19. stoletju princ Amedeo Poniatowskj, velik posestnik in lastnik ob jezeru Albano, na Corso Matteotti.
- Palača Doria Pamphilj, zgradil jo je v 18. stoletju kardinal Fabrizio Paolucci, kasneje jo je prevzela družina Doria. Zgradba je vila ob Apijski cesti, bila je porušena leta 1951 zaradi poškodb v bombnem napadu v drugi svetovni vojni in jo je zamenjala sedanja vila na Piazza Mazzini. Vila je sedaj javni park, znan kot ena najbolj pomembnih zelenih površin v mestu. V središču zelenja so ruševine rimske vile pripisane Pompeju.
- Villa Corsini, zgrajena sredi 18. stoletja ob Apijski cesti k Ariccia družine Corsini; imenovana tudi Royal Inn zaradi tega, ker je gostila številne ugledne goste med njimi Mario Luiso Špansko, Karla IV. Španskega, Karla Emanuela IV. Savojskega in Giuseppeja Garibaldija. Danes je v njej Generalni direktorat za ASL RMH.
- Villa Altieri, zgradil jo je v 18. stoletju kardinal Lorenzo Altieri na osnovi stare kmečke hiše, in se nahaja tik ob vhodu v Albano iz smeri Rima ob Apijski cesti.
- Villa Ferrajoli, zgradila jo je leta 1845 družina Ferrajoli na obstoječem kasinoju družine Benucci. Sestavljena je iz treh stavb, vključno z neoklasično hišo Museo Civico di Albano.
- Villa Boncompagni iz leta 1857, zgradila jo je družina Boncompagni ob Apijski cesti in ima velik park. V vili je pogosto bivala Margherita Savojska.

### Vojaška arhitektura
- Obzidje in vrata. Sedanje obzidje starega mesta Albano je bilo skoraj v celoti podrto ob koncu 18. stoletja zaradi širitve Vie Appie. V času gotske vojne (535-554), je bil Albano oppidulum, nato majhno utrjeno naselje.

- Kompleks je bil sprva utrjena palača Savelli in sega v 13. stoletje. Portali v utrdbe imajo velik zgodovinski in okrasni pomen: 
  - Porta Romana ali Porta di San Rocco se nahajajo na Via Appia proti Rimu in jo obdajata palača Doria in cerkev San Rocco in so dobila končni izgled v 18. stoletju. Vsi okraski, grbi in plošča na vratih, so zdaj v atriju palače Savelli. Vrata so bila porušen leta 1908, skupaj z bližnjo cerkvijo, da bi razširili Appijsko cesto in dodali pas za tramvaj Rim - Genzano
  - Porta San Paolo se nahajajo na trgu Piazza San Paolo, v bližini cerkve svetega Pavla in so edini ostanek starih vrat.
  - Porta dei Cappuccini se nahajajo na sedanjem Via San Francesco d'Assisi in imajo lok nad cesto do samostana očetov kapucinov. Porušena so bila v 19. stoletju zaradi širjenja ceste.
- Castel Savelli, utrdba, ki se nahaja na hribu na podeželju Pavone, je bil eden prvih gradov družine Savelli, zgrajen v srednjem veku. Kardinal Giovanni Maria Vitelleschi ga je uničil leta 1436, popolnoma opuščen je bil v 18. stoletju. Utrdba je imela tudi cerkev Santa Maria in Porta Coeli.

Obstajajo številni stolpi oziroma utrjene hiše po hribih na podeželju med Pavono in Cecchino: 
- Tor Paluzzi; last menihov cerkve sv. Pavla v Albanu je dobila določeno Paluzzo od papeža Klemena X. Zdaj sodi v urbano območje Cecchina.
- Kanclerjev ali Torraccia stolp, zgrajen na rimskih ruševinah na 7 km ulice Nettunense, pripadal je družinama  Savelli in Chigi. Zdaj je delno vključen v območju Ariccia.
- Turris Gandulphorum sega v srednji vek in je služil kot obramba pred vdori od Tirenskega morja, pripadal je več plemiškim družinam, tudi Altieri Boncompagni.

### Fontane in spomeniki
- Fontana želv
- Fontana mask
- Kraljeva fontana

### Arheološka najdišča
Castra Albana vsebuje eno največjih zbirk rimskih ruševin zunaj Rima v Castelli Romani. V osnovi je sestavljena iz nekaj večjih spomenikov na splošno iz časa Septimija Severa:
- Svetišče Santa Maria della Rotonda, krščansko svetišče, zgrajeno verjetno kot vrtni nympheum v Domicijanovi vili v Castel Gandolfo in je bilo kasneje vključeno v kompleks Castra Albana v času Septimija Severa okoli 7. stoletja. Podobno je Panteonu v Rimu, je zdaj zaščiteno, potem ko so bile izbrisane baročne spremembe.
- Porta Pretoria; glavni vhod v Castra Albana na Via Appia, zdaj nasproti palače Savelli. To je monumentalna stavba iz peperina (vulkanskega tufa) vključen v sosednje stavbe do leta 1944.
- Terme di Cellomaio; pripisane cesarju Karacala, ki jih je postavil takoj po usmrtitvi svojega brata Geta kot darilo za pomiritev duše vojakov. Stojijo znotraj slikovite srednjeveške vasice, pri cerkvi San Pietro. Od srednja veka do danes so verjeli, da so to ostanki čudovite palače Ascanio. Stara stavba je bila preoblikovana v trdnjavo v srednjem veku in so jo kasneje zasedli civilisti.
- Amfiteater Albano je samo vzorec najden v Castelli Romani, ki pripada ali je celo obstoječ Castra Albana. Mučeništvo kristjanov, kot bi se lahko sklepali iz dveh majhnih krščanskih kapel, pobarvanih v nišah vomitoria.
- Katakombe San Senatore; prvotno kamnolom na Apijski cesti, je postal v 2. stoletju grobišče kristjanov.
- Cisternone, simbol Albana, velika cisterna s petimi prekati (20x30 m). Pod celotnim semeniščem se drži cerkve svetega Pavla, zbira tri akvadukte iz Malafitta in Palazzola. Še danes so v brezhibnem stanju iz rimskih časov, od 17. stoletja do leta 1880 so služili za dobavo vode v civilna stanovanja, kasneje pa za namakanje.
- Grobnica Horatii in Curiatii
- Tomb Pompeja, ki se nahaja na državni cesti 7 Via Appia pred vhodom v Albano iz smeri Rima, je visoka grobnica prepričljivo opredeljena kot grobnice Pompeja.
- Villa Pompeja, rimska vila, pripisana rimskemu poveljniku, ki se nahaja v središču javnih parkov Villa Doria Pamphili

### Parki
Majhen del četrti Jurong je vključen v meje Parco Regionale dei Castelli Romani, ki ga upravlja regionalna okoljevarstvena agencija, ustanovljena leta 1984 v Laciju v območju Colli Albani. Prvotno se je celotna občina nahajala v parku , a se je 28 septembra 1984 območja, namenjena za park drastično zmanjšalo zaradi prihodnje širitve naselja. Dejanske meje parka, ustanovljenega leta 1998, obsegajo zgodovinsko središče, predvsem zgodovinski center   in velike zelene površine parka Villa Doria Pamphili in borov gozd Colle dei Cappuccini.

### Muzeji
- Museo Civico. se nahaja v prostorih Villa Ferrajoli. Gosti različne eksponate starega Albana, tudi znameniti bronasti oklep.
- Muzej II. legija Parthica  je v pritličju ruševin kopališča Cellomaio in hrani ostanke prisotnosti Legio II Parthica v Castra Albana

## Pomembni ljudje
- Marcella Albani (1899-1959), igralka.
- St. Bonaventure (1217–1274): kardinal
- Cesare De Sanctis (1824–1916), skladatelj, dirigent, rojen v Albanu
- Franz Liszt (1811–1886): madžarski skladatelj in pianist, ki je prispeval manjša dela  za katedračp Sv. Pankracija
- Luigi Traglia (1895-1977): kardinal
- John Lovrovich, duhovnik in zgodovinar

## Pobratena mesta
- Białogard, Poljska, od 2004
- Koszalin, Poljska, od 2004
- Alytus, Litva, od 2004
- Savelli, Italija